# Kniha Sofonjáš
Kniha Sofonjáš či Kniha Sofoniáš (hebrejsky ספר צפניה‎, Sefer Cefanja) či také Kniha proroka Sofonjáše je jednou z prorockých knih Starého zákona, řazená mezi 12 malých proroků mezi proroky Abakuka a Agea.
Výroky, které jsou v ní obsažené, se datují do posledních 20 let před Jóšijášovou náboženskou a politickou reformou (622 př. n. l.).

## Struktura knihy

### 1,2 – 2,3
Prorok Sofonjáš reaguje na neútěšnou situaci v Judsku, která se – podobně jako za proroků Ámose, Ozeáše či Micheáše – vyznačovala bezprávím, útiskem a modloslužbou (tj. náboženským synkretismem). Sofonjášovou odpovědí na situaci je radikální odsouzení judského národa a hrozba trestu.

### 2,4 – 15
Výroky proti okolním národům pocházejí z proměnlivé politické situace za doby novobabylonské říše a z počátku perské hegemonie. Podobnost mezi těmito výroky a výroky, které se nacházejí v knize Nahum, dávají tušit, že jejich autorem byl chrámový prorok, a to i přesto, že v 3,1-7 odsuzuje Jeruzalém spolu s Ninive.

### 3,1 – 8
Následují další výroky proti Jeruzalému a okolním národům.

### 3,9 – 10
Sofonjáš předpovídá obrácení všech národů k Bohu Izraele.

### 3,11 – 20
Tento závěrečný celek obsahuje dva bloky (11-13; 14-20) pojednávající o znovuobnovení a očištění Izraele.

## Hlavní témata knihy
Sofonjáš vede svou kritiku především proti vyšší a vládnoucí vrstvě, která přejala cizí kulty (amonitské, moabské a další). Z kritiky nejsou vyňati ani soudci, (kultovní) proroci či kněží. Současně se objevuje kritika politické orientace na Asýrii v době Jóšijášova mládí. Oproti synkretistickému kultu a bezpráví v zemi staví Sofonjáš do popředí podobný program, jaký lze nalézt např. v Mich 6,8: Víra, věrnost, spravedlnost a pokora před Bohem. Podobně jako Ámos hovoří Sofonjáš o „dni Hospodinově“, který se však nebude týkat jen Izraele, ale všech národů, a který bude dnem zničení všeho Božího stvoření.